# Krasny Kut (Kursk)
Krasny Kut (russisch Красный Кут) ist ein Weiler (chutor) in der Oblast Kursk in Russland. Er gehört zum Rajon Medwenka und zur Landgemeinde (selskoje posselenije) Panikinski selsowjet.

## Geographie
Der Ort liegt gut 34 km Luftlinie südlich des Oblastverwaltungszentrums Kursk im südwestlichen Teil der Mittelrussischen Platte, 7 km östlich des Rajonverwaltungszentrums Medwenka sowie 5 km vom Sitz des Dorfsowjet – Paniki und 71 km von der Grenze zwischen Russland und der Ukraine entfernt am Torrente Medwenka (auch als Medwenski Kolodes) (linker Nebenfluss der Polnaja im Becken des Seim).

### Klima
Das Klima im Ort ist wie im Rest des Rajons kalt und gemäßigt. Es gibt während des Jahres eine erhebliche Niederschlagsmenge. Dfb lautet die Klassifikation des Klimas nach Köppen und Geiger.

## Bevölkerungsentwicklung
| Jahr | Einwohner |
| ---- | --------- |
| 2002 | 5         |
| 2010 | ▲16       |

Anmerkung: Volkszählungsdaten

## Verkehr
Krasny Kut liegt 6,5 km von der Fernstraße föderaler Bedeutung M2 „Krim“ (ein Teil der Europastraße E105), 9 km von der Straße interkommunaler Bedeutung 38N-236 (M2 „Krim“ – Polewaja), 1,5 km von der Straße 38N-237 (M2 „Krim“ – Polny – 38N-236), 1 km von der Straße 38N-239 (38N-237 – Budy) und 28,5 km vom nächsten Bahnhof Ryschkowo (Eisenbahnstrecke Lgow-Kijewskij – Kursk) entfernt.
Der Ort liegt 87 km vom internationalen Flughafen von Belgorod entfernt.